# Гостов (Мозырский район)
Го́стов (транслит.: Hostaŭ; бел. Го́стаў) — деревня в Мозырском районе Гомельской области Республики Беларусь. В составе Каменского сельсовета.

## География

### Расположение
В 27 км на юго-запад от Мозыря, 156 км от Гомеля, 6 км от железнодорожной станции Мытва (на линии Калинковичи — Овруч).

## Транспортная сеть
Транспортные связи по просёлочной, затем автомобильной дороге Мозырь — Махновичи. Планировка состоит из чуть искривлённой широтной улицы, к которой с юга присоединяется короткая улица. Застройка деревянная, усадебного типа.

## Этимология
Название деревни, вероятно, происходит от слова «гость», «гостеприимный», или от фамилии «Гостов».

## История
По письменным источникам известна с XIX века как хутор в Мелешковичской волости Мозырского уезда Минской губернии.
После Октябрьской революции в Гостове состоялись выборы в Гостовский сельский совет, председателем которого был избран Г. Лазаренко, секретарем В. И. Мазуркевич.
В 1917 году действовала школа, которая размещалась в наёмном крестьянском доме. В школе училось 36 детей. В 1924 году в Гостове с хуторами было 85 дворов, 439 жителей.
В 1930 году организован колхоз имени Т. Г. Шевченко, работала кузница.
Во время Великой Отечественной войны 24 жителя погибли на фронте.
До конца 1980-х годов в деревне были животноводческая ферма, школа, клуб, магазин. С 1989 года входила в состав совхоза «Красное Знамя», сейчас в составе КСУП «Мозырская овощная фабрика» (центр — деревня Каменка). 

## Население

### Численность
- 2021 год — 11 жителей.

### Динамика
- 1897 год — 2 двора, 3 жителя (согласно переписи).
- 1908 год — 14 дворов, 52 жителя.
- 1917 год — 168 жителей.
- 1925 год — 34 двора.
- 1959 год — 187 жителей (согласно переписи).
- 2004 год — 13 хозяйств, 20 жителей.
- 2019 год — 8 хозяйств, 12 жителей.
- 2021 год — 11 жителей[2].